# Real Madrid Béisbol
Il Real Madrid è stato una squadra spagnola di baseball, sezione sportiva dell'omonima società polisportiva con sede ad Madrid.
Nato nel 1903, fu uno dei più antichi club di baseball del Paese. Dalla nascita delle competizioni nazionali, nel 1944, fino alla dissoluzione della sezione fu la formazione spagnola più vincente, avendo raccolto otto titoli nazionali in venti stagioni.

## Storia
Non si hanno sufficienti notizie sull'attività del Madrid Base-Ball (questa la prima denominazione) fino al 1944, tanto che a quest'anno fu spesso erroneamente fatta risalire la sua fondazione. Fu però nel 1944, dopo decenni di mancata continuità, che la sezione venne ufficialmente lanciata: nel 1945 riuscì subito a vincere il campionato regionale della Castiglia e, nel secondo campionato spagnolo, batté l'Atletico Madrid in semifinale e il Barcellona in finale per 5-4.
Nel 1948 si ripeté sconfiggendo l'Atletico Madrid 2-0 in finale. In seguito ottenne altri sei titoli, vivendo un periodo di particolare fortuna a partire dal 1959.
Nel 1963 il Real vinse la finale di campionato ai danni dei concittadini Piratas per 13-12 e 9-6. Eppure, in seguito ad incidenti avvenuti in occasione di questa finale, la società si scontrò con la Federerazione Spagnola. Mentre il Real Madrid affermò di voler chiudere la sezione di baseball a causa di questo evento, la Federazione attribuì la sua scomparsa a motivi di rendimento economico: negli stessi anni venne infatti chiusa anche la sezione di pallamano.
In tal modo non partecipò mai a competizioni internazionali ufficiali, in quanto la Coppa dei Campioni era nata quell'anno e nel 1962 aveva perso la finale di campionato contro il Picadero.

### Madrid B.C.
Non è noto se il Madrid B.C., campione spagnolo nel 1971 o 1972, fosse un club a parte oppure una continuazione del Real Madrid Béisbol. In alcune occasioni questa squadra viene infatti chiamata Real Madrid.

## Palmarès
- Campionati spagnoli: 8

1945, 1948, 1950, 1955, 1959, 1960, 1961, 1963